# 2019-es UEFA Nemzetek Ligája-döntő
A 2019-es UEFA Nemzetek Ligája-döntő volt a sorozat történetének első kiírásának utolsó mérkőzése, amelyen eldőlt, melyik válogatott nyeri meg a Nemzetek Ligáját. A mérkőzést 2019. június 9-én játszották a portói Estádio do Dragão stadionban, a találkozón a házigazda Portugália és Hollandia csapata mérkőzött meg a trófeáért.
A döntőt 1–0 arányban Portugália nyerte meg, ezzel a luzitán csapat lett a torna történetének első győztese.

## A helyszín
A döntőnek az Estádio do Dragão stadion adott otthont, amely az FC Porto csapatának otthona és amely a 2004-es Európa-bajnokság egyes mérkőzéseinek is helyszínéül szolgált.

## Előzmények
A mérkőzést megelőzően Portugália a FIFA világranglistáján a hetedik, Hollandia a tizenhatodik helyen állt.
A döntőbe vezető úton a hollandok legyőzték többek között az aktuális világbajnok francia válogatottat, míg az elődöntőkben Portugália Svájcot, Hollandia Angliát ejtette ki.

## Út a döntőbe
| Hely. | Csapat        | M | P |
| ----- | ------------- | - | - |
| 1.    | Portugália    | 4 | 8 |
| 2.    | Olaszország   | 4 | 5 |
| 3.    | Lengyelország | 4 | 2 |

| Hely. | Csapat        | M | P |
| ----- | ------------- | - | - |
| 1.    | Hollandia     | 4 | 7 |
| 2.    | Franciaország | 4 | 7 |
| 3.    | Németország   | 4 | 2 |

## Játékvezetők
2019. június 7-én az UEFA bejelentette, hogy spanyol Alberto Undiano Mallenco lesz a döntő játékvezetője. Az ő munkáját honfitársai, Roberto Alonso Fernández, Juan Yuste Jiménez, Antonio Mateu Lahoz, és Raúl Cabañero Martínez segítették, míg a videóbíró felügyelője Alejandro Hernández Hernández volt, asszisztense Juan Martínez Munuera.

## A mérkőzés
| 2018. június 9. 20:45 (19:45 UTC+1) |

| Portugália | 1–0               | Hollandia |
| ---------- | ----------------- | --------- |
| Guedes 60' | (0–0) Jegyzőkönyv |           |

| Estádio do Dragão, Porto Nézőszám: 43 199 Játékvezető: Alberto Undiano Mallenco (spanyol) |

| Portugália | Hollandia |

| GK                   | 1  | Rui Patrício          |  |       |
| RB                   | 20 | Nélson Semedo         |  |       |
| CB                   | 4  | Rúben Dias            |  |       |
| CB                   | 6  | José Fonte            |  |       |
| LB                   | 5  | Raphaël Guerreiro     |  |       |
| CM                   | 13 | Danilo Pereira        |  |       |
| CM                   | 14 | William Carvalho      |  | 90+3' |
| CM                   | 16 | Bruno Fernandes       |  | 81'   |
| RF                   | 7  | Cristiano Ronaldo (c) |  |       |
| CF                   | 17 | Gonçalo Guedes        |  | 75'   |
| LF                   | 10 | Bernardo Silva        |  |       |
| Cserék:              |    |                       |  |       |
| MF                   | 15 | Rafa Silva            |  | 75'   |
| MF                   | 8  | João Moutinho         |  | 81'   |
| MF                   | 18 | Rúben Neves           |  | 90+3' |
| Szövetségi kapitány: |    |                       |  |       |
| Fernando Santos      |    |                       |  |       |

| GK                   | 1  | Jasper Cillessen    |       |     |
| RB                   | 22 | Denzel Dumfries     | 88'   |     |
| CB                   | 3  | Matthijs de Ligt    |       |     |
| CB                   | 4  | Virgil van Dijk (c) | 90+1' |     |
| LB                   | 17 | Daley Blind         |       |     |
| CM                   | 15 | Marten de Roon      |       | 81' |
| CM                   | 21 | Frenkie de Jong     |       |     |
| CM                   | 8  | Georginio Wijnaldum |       |     |
| RW                   | 7  | Steven Bergwijn     |       | 60' |
| CF                   | 10 | Memphis Depay       |       |     |
| LW                   | 9  | Ryan Babel          |       | 46' |
| Cserék:              |    |                     |       |     |
| FW                   | 11 | Quincy Promes       |       | 46' |
| MF                   | 20 | Donny van de Beek   |       | 60' |
| FW                   | 19 | Luuk de Jong        |       | 81' |
| Szövetségi kapitány: |    |                     |       |     |
| Ronald Koeman        |    |                     |       |     |

| A mérkőzés legjobbja: Rúben Dias (Portugália) Asszisztensek: Roberto Alonso Fernández Juan Yuste Jiménez Negyedik játékvezető: Antonio Mateu Lahoz Tartalék játékvezető: Raúl Cabañero Martínez Videóbíró: Alejandro Hernández Hernández Videóbíró asszisztense: Juan Martínez Munuera | Szabályok - 90 perc rendes játékidő. - 30 perc hosszabbítás döntetlen esetén. - Ha ezt követően sincs döntés, akkor tizenegyesek következnek. - Maximum tizenkét nevezhető cserejátékos. - Maximum három cserelehetőség, hosszabbítás esetén plusz egy csere engedélyezett. |

### Statisztika
| Adatok az egyes statisztikai mutatókban | Portugália | Hollandia |
| --------------------------------------- | ---------- | --------- |
| Gól                                     | 0          | 0         |
| Összes lövés                            | 12         | 1         |
| Kaput eltaláló lövés                    | 4          | 0         |
| Védés                                   | 0          | 4         |
| Labdabirtoklás                          | 41%        | 59%       |
| Szögletrúgás                            | 6          | 1         |
| Szabálytalanság                         | 4          | 6         |
| Leshelyzet                              | 1          | 0         |
| Sárga lap                               | 0          | 0         |
| Piros lap                               | 0          | 0         |

| Adatok az egyes statisztikai mutatókban | Portugália | Hollandia |
| --------------------------------------- | ---------- | --------- |
| Gól                                     | 1          | 0         |
| Összes lövés                            | 7          | 4         |
| Kaput eltaláló lövés                    | 3          | 1         |
| Védés                                   | 3          | 2         |
| Labdabirtoklás                          | 50%        | 50%       |
| Szögletrúgás                            | 4          | 3         |
| Szabálytalanság                         | 2          | 7         |
| Leshelyzet                              | 1          | 2         |
| Sárga lap                               | 0          | 2         |
| Piros lap                               | 0          | 0         |

| Adatok az egyes statisztikai mutatókban | Portugália | Hollandia |
| --------------------------------------- | ---------- | --------- |
| Gól                                     | 1          | 0         |
| Összes lövés                            | 19         | 5         |
| Kaput eltaláló lövés                    | 7          | 1         |
| Védés                                   | 3          | 6         |
| Labdabirtoklás                          | 45%        | 55%       |
| Szögletrúgás                            | 10         | 4         |
| Szabálytalanság                         | 6          | 13        |
| Leshelyzet                              | 2          | 2         |
| Sárga lap                               | 0          | 2         |
| Piros lap                               | 0          | 0         |